# Puig del Prat
El Puig del Prat és una muntanya de 597 metres que es troba al municipi de Caldes de Montbui, a la comarca del Vallès Oriental.